# Makarove, Bratske
Makarove (în ucraineană Макарове) este un sat în comuna Uleanivka din raionul Bratske, regiunea Mîkolaiiv, Ucraina.

## Demografie
Componența lingvistică a localității Makarove
     Ucraineană (93,33%)
     Rusă (6,67%)
Conform recensământului din 2001, majoritatea populației localității Makarove era vorbitoare de ucraineană (93,33%), existând în minoritate și vorbitori de rusă (6,67%).